# Mennonicki dom modlitwy w Nowym Wymyślu
Mennonicki dom modlitwy w Nowym Wymyślu – zabytkowa świątynia mennonicka w Nowym Wymyślu wzniesiona w 1864 w centrum miejscowości, jeden z dziewięciu zachowanych tego typu zborów na terenie kraju.

## Historia
W pierwszej połowie XIX w. w Nowym Wymyślu istniała drewniana świątynia mennonicka, która spłonęła w 1845.
Fundatorem placu pod nową świątynię i materiału na jego budowę był Michael Loter. Gmach był gotowy w 1864. Podczas I wojny światowej został zdewastowany przez wojsko niemieckie. Budynek przywrócono do stanu pełnej używalności w 1924 przy wykorzystaniu środków przekazanych przez mennonitów ze Stanów Zjednoczonych.
Budynek wzniesiony na planie prostokąta, jednokondygnacyjny, z dachem trzyspadowym. We wnętrzu urządzono m.in. główną salę zgromadzeń zboru, z ośmioma oknami. W szczycie dachu osadzono okno zwieńczone ostrym łukiem. Nad nim metalowy krzyż.
Po II wojnie światowej w opuszczonej przez mennonitów świątyni powstał klub z salą taneczną. W latach 90. XX w. mieścił się w niej magazyn firmy Herbapol.
W 2014 obiekt został wpisany na listę zabytków. Władze gminy Gąbin zapowiedziały wówczas restaurację zdewastowanego budynku. 
1 kwietnia 2022 obiekt został bezpłatnie przekazany przez gminę Gąbin na własność samorządowi województwa mazowieckiego. Znalazł się pod opieką Muzeum Mazowieckiego w Płocku w ramach Skansenu Osadnictwa Nadwiślańskiego w Wiączeminie Polskim. Zapowiedziano wykonanie prac konserwatorskich i remontowych świątyni i włączenie jej do tegoż skansenu.